# Dayah Mamplam
Dayah Mamplam is een bestuurslaag in het regentschap Aceh Besar van de provincie Atjeh, Indonesië. Dayah Mamplam telt 468 inwoners (volkstelling 2010).